# 科里圖瓦塔
49°30′3″N 28°55′17″E / 49.50083°N 28.92139°E
科里圖瓦塔（烏克蘭語：Коритувата），是烏克蘭的村落，位於該國西南部文尼察州，由赫米利尼克區負責管轄，始建於1680年，面積0.15平方公里，海拔高度280米，2001年人口152，人口密度每平方公里1,013.33人。